# روبرت ك. كرين
روبرت ك. كرين (بالإنجليزية: Robert K. Crane)‏ هو كيميائي وعالم كيمياء حيوية أمريكي، ولد في 20 ديسمبر 1919 في بالميرا في الولايات المتحدة، وتوفي في 31 أكتوبر 2010 في ويليستون في الولايات المتحدة.